# Amor genuino
«Amor genuino» es una canción del cantante portorriqueño Ozuna. Se lanzó el 4 de junio de 2019 como el segundo sencillo de su tercer álbum de estudio Nibiru. Alcanzó la posición noventa y dos en la lista Hot Latin Songs de Billboard.

## Antecedentes y lanzamiento
El 31 de mayo de 2019 el cantante a través de sus redes sociales le preguntó a sus seguidores qué título le podría poner a una siguiente. El 2 de junio del mismo año, publicó un adelanto comentando que quería estrenar una canción esa semana, pero que, sin embargo, su disquera no quería. Tres días después, el martes 4 de junio, lo publica.

## Composición
«Amor genuino» es una balada de piano en la que Ozuna afirma que si bien su juicio a menudo ha sido «nublado», tiene amor e intenciones genuinas hacia su amante.

## Recepción crítica
HotNewHipHop describió la canción como una "balada suave» que «tendrá a todos en sus sentimientos». Vibe dijo que la canción «le da un toque encantador a las baladas urbanas».

## Posicionamiento en listas
| Listas (2019)                      | Mejor posición |
| ---------------------------------- | -------------- |
| España (PROMUSICAE)                | 31             |
| Estados Unidos (Billboard Hot 100) | 92             |
| Estados Unidos (Hot Latin Songs)   | 8              |